# Robert Stone
Pour les articles homonymes, voir Stone.
Robert Stone, né le 21 août 1937 à Brooklyn, New York, et mort le 10 janvier 2015 à Key West, en Floride, est un écrivain américain. Il est principalement connu pour le roman Les Guerriers de l'enfer (Dog Soldiers) publié en 1974 et lauréat du National Book Award l'année suivante.

## Biographie
Né de parents rapidement séparés, Robert Stone est élevé par sa mère, schizophréne intermittente, puis, à l'âge de neuf ans, par des frères maristes. À l'âge de 17 ans, il s'engage dans la marine militaire américaine, avant de rejoindre la marine marchande.
En 1962, il reçoit une bourse de l'Université Stanford. 
Il est quelque temps journaliste à New York, puis s'installe à La Nouvelle-Orléans. En 1967, il écrit son premier roman, A Hall of Mirrors, non traduit en France. Puis, il part en Californie où il découvre la contre-culture des années 1960 et le monde de la drogue. 
En 1971, il part au Viêt Nam comme correspondant de guerre pour le journal britannique The Guardian. Inspiré par ce qu'il voit pendant la Guerre du Viêt Nam, il écrit en 1974 Les Guerriers de l'enfer (Dog Soldiers) dans lequel la guerre, la débâcle américaine et la drogue se mélangent dans un véritable enfer. Il obtient le National Book Award pour ce roman.
Le roman suivant, Un pavois pour l'aurore (A Flag for Sunrise, 1981), se déroule au Nicaragua pendant la guerre civile entre les sandinistes et les contras soutenus par les Américains.
Children of Light, paru en 1985, mais non traduit en France, se déroule à Hollywood et L'Autre Côté du monde (Outerbridge Reach, 1992) a pour personnage principal un ancien de la marine marchande. Dans La Porte de Damas (Damascus Gate, 1998), le récit se situe à Jérusalem où un journaliste enquête sur les intégristes religieux. Moins ambitieux, son roman La Baie des âmes (Bay of Souls, 2003) raconte l'histoire d'un professeur d'université tombant sous le charme d'une de ses collègues qui l'emmène dans son île natale en pleine guerre civile.
Robert Stone est également un nouvelliste. Selon Claude Mesplède, L'Ours et sa fille (Bear and His Daughter, 1997) « est un recueil de sept nouvelles noires d'un style percutant et dans lesquelles on retrouve des personnages totalement désanchantés. »
Comme scénariste, il signe les adaptations de deux de ses romans, notamment, en 1978, celui pour Les Guerriers de l'enfer (Who'll Stop the Rain), film américain réalisé par Karel Reisz, sélectionné au Festival de Cannes 1978 et qui vaut à Robert Stone d'être nommé pour le WGA Award du meilleur drame adapté d'une autre œuvre (Best Drama Adapted from Another Medium) de la Writers Guild of America en 1979.

## Œuvre

### Romans
- A Hall of Mirrors (1966)
- Dog Soldiers (1974) — National Book Award 1975 Publié en français sous le titre Les Guerriers de l'enfer, traduit par Michel Pétris et Marie Kalt, Paris, Le Sagittaire, 1978,  (ISBN 2-7275-0057-2) ; réédition, Verviers, Marabout, Bibliothèque Marabout no 737, 1980 ; réédition, Paris, Gallimard, Série noire no 2350, 1994  (ISBN 2-07-049365-2) et Paris, Gallimard, Folio policier no 186, 2000  (ISBN 2-07-041554-6) ; réédité sous le titre La Ligne de fuite dans une nouvelle traduction de Philippe Garnier, Éditions de l'Olivier, 2016,  (ISBN 2-8236-0941-5)
- A Flag for Sunrise (1981) — Finaliste du Prix Pulitzer Publié en français sous le titre Un pavois pour l'aurore, traduit par Lisa Rosenbaum, Paris, Mazarine, 1983   (ISBN 2-86374-117-9)
- Children of Light (1986)
- Outerbridge Reach (1992) Publié en français sous le titre L'Autre Côté du monde, traduit par Gérard Piloquet et Anne Paumier-Gintrand, Paris, éditions de l'Olivier, 1994  (ISBN 2-87929-028-7) ; réédition, Paris, éditions de l'Olivier, coll. Petite bibliothèque américaine, 1997  (ISBN 2-87929-126-7)
- Damascus Gate (1998) Publié en français sous le titre La Porte de Damas, traduit par Anne Rabinovitch, Paris, éditions de l'Olivier, 2001  (ISBN 2-87929-192-5)
- Bay of Souls (2003) Publié en français sous le titre La Baie des âmes, traduit par Bernard Hœpffner, avec la collaboration de Catherine Goffaux, Paris, éditions de l'Olivier, 2004  (ISBN 2-87929-406-1)
- Death of the Black-Haired Girl (2013)

### Recueils de nouvelles
- Bear and His Daughter (1997) Publié en français sous le titre L'Ours et sa fille, traduit par Anne Rabinovitch, Paris, éditions de l'Olivier, 1998  (ISBN 2-87929-149-6)
- Fun with Problems (2010)

### Mémoires
- Prime Green: Remembering the Sixties (2007)

### Autre publication
- Paths of Resistance: The Art and Craft of the Political Novel (1989), anthologie d'essais sur le roman signés par Stone, Isabel Allende, Charles McCarry, Marge Piercy et Gore Vidal

## Filmographie

### En tant que scénariste
- 1970 WUSA, film américain réalisé par Stuart Rosenberg, scénario de Robert Stone d'après son roman A Hall of Mirrors, avec Paul Newman, Joanne Woodward et Anthony Perkins
- 1978 : Les Guerriers de l'enfer (Who'll Stop the Rain), film américain réalisé par Karel Reisz, scénario de Robert Stone d'après son roman éponyme, avec Nick Nolte et Tuesday Weld

## Prix littéraires
- 1974 : National Book Award pour Les Guerriers de l'enfer.
- 1982 : Prix John-Dos-Passos

## Sources
- Claude Mesplède, Dictionnaire des littératures policières, vol. 2 : J - Z, Nantes, Joseph K, coll. « Temps noir », 2007, 1086 p. (ISBN 978-2-910-68645-1, OCLC 315873361), p. 831.